# Kornél Mundruczó
Kornél Mundruczó (Gödöllő, 3 april 1975) is een Hongaars acteur, scenarioschrijver en filmregisseur.

## Biografie
Mundruczó studeerde af aan de Academie voor drama en film Boedapest (Színház- és Filmművészeti Főiskola) in 1998. Hij maakte sindsdien een vijftiental kortfilms en speelfilms. Sinds 2000 behaalde Mundruczó meer dan twintig internationale filmprijzen met zijn films. Met de film Johanna deed hij mee op het festival van Cannes 2005 in de sectie Un certain regard en in 2008 behaalde hij in Cannes de  Grand Prix de la Fédération internationale de la presse cinématographique voor de film Delta. In 2014 behaalde hij in Cannes de Prix Un certain regard voor Fehér isten (White God).

## Filmografie

### Speelfilms (regie)
- Nincsen nekem vágyam semmi (This I Wish and Nothing More) (2000)
- Szép napok (Pleasant Days) (2002)
- Johanna (2005)
- Delta (2008)
- Szelíd teremtés: A Frankenstein-terv (Tender Son: The Frankenstein Project) (2010)
- Fehér isten (White God) (2014)
- Jupiter holdja (Jupiter's Moon) (2017)
- Pieces of a Woman (2020)

### Kortfilms (regie)
- Minöségét megörzi (1998)
- Vörös hold (1999)
- Haribó-Haribá! (1999)
- Jour après jour (Afta) (2000)
- El Robador (2002)
- Jött egy busz... (2003)
- A 78-as szent Johannája (2003)
- Kis apokrif no. 2 (2004)
- Kis apokrif no. 1 (2004)

### Als acteur
- Szabadulásra ítélve (televisie, 1996)
- Nincsen nekem vágyam semmi (2000)
- Utolsó vacsora az Arabs Szürkénél (2001)
- Nuker (2002)
- Föpróba (2003)
- Szezon  (2004)
- József és testvérei - Jelenetek a parasztbibliából (2004)
- Apu (2005)
- Bianco (2006)
- Ede megevé ebédem (2006)
- Az igazi halál  (televisie, 2007)
- Lányok (2007)
- Állomás (televisie, 2008-2011)
- So Much for Justice! (2010)
- Szelíd teremtés (2010)
- Fehér isten (White God) (2014)
- Jupiter holdja (Jupiter's Moon) (2017)

## Prijzen (selectie)
- Âge d'Or-prijs 2005 voor Johanna
- Filmfestival van Cannes 2008 - Grand Prix de la Fédération internationale de la presse cinématographique voor Delta
- Filmfestival van Cannes 2014 - Prix Un certain regard voor Fehér isten (White God)

- Biblioteca Nacional de España: XX5229466
- Bibliothèque nationale de France: cb15098129n (data)
- Gemeinsame Normdatei: 137884680
- International Standard Name Identifier: 0000 0000 7848 4181
- Library of Congress Control Number: no2010196203
- Nationale Bibliotheek van Tsjechië: js20051017048
- Nederlandse Thesaurus van Auteursnamen: 291294294
- Réseau des bibliothèques de Suisse occidentale: 02-A019123952
- Système universitaire de documentation: 187261504
- Trove: 1590865
- Virtual International Authority File: 84240241
- WorldCat: E39PBJp9q6WqKdqCcjWcqMj6Kd